# روبرت أشلي
روبرت أشلي (بالإنجليزية: Robert Ashley)‏ هو ملحن أمريكي، ولد في 28 مارس 1930 في آن آربر في الولايات المتحدة، وتوفي في 3 مارس 2014 في مانهاتن في الولايات المتحدة.

## وصلات خارجية
- روبرت أشلي على موقع IMDb (الإنجليزية)
- روبرت أشلي على موقع ألو سيني (الفرنسية)
- روبرت أشلي على موقع ميوزك برينز (الإنجليزية)
- روبرت أشلي على موقع أول موفي (الإنجليزية)
- روبرت أشلي على موقع أول ميوزيك (الإنجليزية)
- روبرت أشلي على موقع ديسكوغز (الإنجليزية)
- روبرت أشلي على موقع قاعدة بيانات الفيلم (الإنجليزية)
- روبرت أشلي على موقع كينوبويسك (الروسية)